# The Stranger (Agatha Christie-színdarab)
A The Stranger Agatha Christie egyik korai, Magyarországon még be nem mutatott színdarabja. A mű az írónő Fülemüle-villa című novellája alapján készült színpadra. Agatha Christie később tovább dolgozott a darabon, és Frank Vosperrel megírta a Love from a Stranger című színpadi művet, melyből később filmfeldolgozás is készült Ann Harding és Basil Rathbone főszereplésével.
Színpadon Magyarországon még nem került bemutatásra.

## Szereplők
- Doris West
- Mrs. Huggins
- Enid Bradshaw
- Gerald Strange
- Dick Lane
- Mrs. Birch

## Szinopszis
Enid szakít a vőlegényével, és egy új férfival, Geralddal egy vidéki kisházba költözik, ahol szörnyű sors vár rá.